# Marcel Lička
Marcel Lička (* 17. července 1977) je český fotbalový trenér a bývalý záložník. Mezi lety 2023 a 2025 byl hlavním trenérem ruského týmu Dynamo Moskva. Jeho otcem je bývalý fotbalista a trenér Verner Lička a bratrem fotbalista Mario Lička.

## Fotbalová kariéra
Lička se narodil v Ostravě, ale fotbal začal hrát ve francouzském týmu FC Grenoble, ve kterém tou dobou hrál jeho otec Vernera Ličku, který byl také profesionálním fotbalistou. Marcel svého otce následoval i v dalších týmech, Berchem Sport, Calais RUFC a Olympique Grande-Synthe. V roce 1992 se rodina vrátila zpátky do Československa. Spolu se svým bratrem Mariem nastoupil do mládeže Baníku Ostrava.
V sezóně 1997/98 debutoval talentovaný záložník v Gambrinus Lize a ihned bojoval o základní sestavu v týmu. Na začátku roku 2001 Lička přestoupil do Slavie Praha. V týmu z hlavního města se však neprosadil a počátkem roku 2002 odešel na hostování do Chmelu Blšany. V sezóně 2002/03 Lička hostoval ve Viktorii Žižkov. V létě 2003 přestoupil do Zlína, ale i tam zůstal jen jednu sezónu.
Před sezónou 2004/05 odešel Lička do Polska, kde hrál za Górnik Zabrze. Po jediné sezóně následoval další přestup, tentokrát do Dyskobolia Grodzisk, kde se však opět neprosadil. Poté následovalo dvouleté angažmá ve španělském třetiligovém klubu UD Horadada, než se Lička v roce 2008 vrátil do francouzského klubu Calais RUFC. V únoru 2010 se Lička rozhodl vrátit do České republiky a do konce sezóny podepsal smlouvu s prvoligovým klubem SK Kladno. Od září 2010 hrál čtyři měsíce za FK Kunice a poté ukončil svou kariéru.
Nastoupil do 165 ligových utkání české nejvyšší soutěže, kde vstřelil 18 gólů. V Evropské lize UEFA odehrál 4 utkání a dal 1 gól. Za reprezentaci do 21 let nastoupil ve 12 utkáních.

## Ligová bilance
| Ročník                 | Zápasy | Góly | Klub               |
| ---------------------- | ------ | ---- | ------------------ |
| Gambrinus liga 1997/98 | 15     | 3    | FC Baník Ostrava   |
| Gambrinus liga 1998/99 | 28     | 6    | FC Baník Ostrava   |
| Gambrinus liga 1999/00 | 28     | 2    | FC Baník Ostrava   |
| Gambrinus liga 2000/01 | 16     | 2    | FC Baník Ostrava   |
| Gambrinus liga 2000/01 | 8      | 0    | SK Slavia Praha    |
| Gambrinus liga 2001/02 | 6      | 0    | SK Slavia Praha    |
| Gambrinus liga 2001/02 | 9      | 1    | FK Chmel Blšany    |
| Gambrinus liga 2002/03 | 24     | 3    | FK Viktoria Žižkov |
| Gambrinus liga 2003/04 | 17     | 0    | FC Tescoma Zlín    |
| Gambrinus liga 2004/05 | 2      | 0    | FC Tescoma Zlín    |
| Gambrinus liga 2009/10 | 12     | 1    | SK Kladno          |
| CELKEM 1. liga ČR      | 165    | 18   |                    |